# Peter Bøgh Kjærulff
Peter Bøgh Kjærulff (født Peter Bøgh, d. 24. september 1986) er en dansk arbejdsmarkedsekspert. Han arbejder til daglig med HR og Industrial Relation i en større håndværksvirksomhed. 

## Erhvervs karriere
Kjærulff kommer med en fortid i fagbevægelsen, og har i dag gjort karrierer inden for HR, virksomhedsudvikling og industrial relation. 
Endvidere har han specialiseret sig i arbejdsmarkedsforhold for begge sider af bordet, og bruges flere steder, som ekspert i arbejdsmarkedsforhold. 

## Politisk karriere
Kjærulff blev allerede som lærling aktiv i sin fagforening, og har bl.a. været formand for 3F Ungdom (2010-2012). To af hans store mærkesager var; at få en mere politisk faglig ungdom og bekæmpe de fordomme, der husere om lærlingene i Danmark.
Han er tillige formand for træfagenes uddannelserne og medlem af bestyrelsen på U/NORD.
I 2017 stod han bag afsløringen af de gule fagforeningers metoder til at få folk til at blive kunder hos dem.
Kjærulff er en aktiv debattør for, hvad angår arbejdsmarkedsforhold - herunder overenskomsterne. Senest  omkring behovet for grøn omstilling og erhvervsuddannelserne
Derudover er tillige socialdemokrat og har bl.a. været formand for DSU i Helsingør (2006-2007) og København (2007-2009) samt har siddet i ungdomspartiets forretningsudvalg (2010-2012).